# Панчаранга-кшетра
Панчаранга-кшетра (англ. Pancharanga Kshetrams) или Панчаранга (англ. Pancharangams) («пять Рангамов» или «пять Ранганатхов») — группа из пяти священных индуистских храмов, посвященный Ранганатху, форме Махавишну. Их объединяет то, что все они расположенные по берегам священной реки Кавери. В некоторых перечнях в список входит храм в Шарангапани вместо храма Вишну в Вадаренгаме. Наименование группы храмов происходит от слов «панча» (пять) и «кшетра» (место). Один храм из группы находится в Каранатаке, а другие расположены в районах Тируччираппалли, Танджавура и Нагапаттинама.
| Наименование                                                                       | Месторасположение                    | Координаты                      |
| ---------------------------------------------------------------------------------- | ------------------------------------ | ------------------------------- |
| Храм Шри Ранганатха (Sri Ranganatha Temple)                                        | Шрирангапатнам, Карнатака            | 12°25′30″ с. ш. 76°40′37″ в. д. |
| Храм Ранганатхасвами (Sri Ranganathaswamy Temple)                                  | Шрирангам, Тамилнад                  | 10°51′45″ с. ш. 78°41′16″ в. д. |
| Храм Шри Аппаккудатха Перумал (Sri Appakkudathaan Perumal Temple, Thirupper Nagar) | Танджавур, Тамилнад                  | 10°50′59″ с. ш. 78°55′44″ в. д. |
| Храм Шарангапани (Arulmigu Sarangapani Swamy Temple)                               | Кумбаконам, Тамилнад                 | 10°57′15″ с. ш. 79°22′15″ в. д. |
| Храм Паримала Перумал (Arulmigu Parimala Ranganathar Temple)                       | Теруиндалер, Мейиладутерай, Тамилнад | 11°08′38″ с. ш. 79°37′17″ в. д. |
| Храм Шри Ранганатха Перумал (Sri Renganatha Perumal Temple)                        | Вадаренгам, Тамилнад                 | 11°16′41″ с. ш. 79°31′11″ в. д. |

|                |           |           |            |             |
| Шрирангапатнам | Шрирангам | Танджавур | Кумбаконам | Теруиндалер |